# Cleidogona crucis
Cleidogona crucis är en mångfotingart som först beskrevs av Chamberlin 1942.  Cleidogona crucis ingår i släktet Cleidogona och familjen Cleidogonidae. Inga underarter finns listade i Catalogue of Life.